# Grauman's Chinese Theatre
Le Grauman's Chinese Theatre (Théâtre chinois de Grauman), aujourd'hui TCL Chinese Theatre, est une salle de cinéma située au 6925 Hollywood Boulevard, à Los Angeles en Californie. Situé le long du Walk of Fame, il est classé « Monument historique-culturel de Los Angeles » (Los Angeles Historic-Cultural Monument) le 5 juin 1968 par le conseil municipal de Los Angeles.
La salle, qui compte parmi les plus célèbres du monde, présente en avant-premières la plupart des grandes productions hollywoodiennes. Ses horaires d'ouverture vont de midi à minuit.

## Historique
La construction du Grauman's Chinese Theatre a débuté en janvier 1926, sous l'impulsion d'un groupe d'investisseurs mené par Sid Grauman. Celui-ci est à l'époque le propriétaire du Grauman's Egyptian Theatre, situé à proximité, et ouvert en 1922.
Après dix-huit mois de travaux, le Grauman's Chinese Theatre ouvre ses portes le 18 mai 1927 et accueille la première du film Le Roi des rois, du réalisateur américain Cecil B. DeMille. Depuis, des centaines d'avant-premières et de soirées d'anniversaires y ont été organisées, ainsi que trois cérémonies des Oscars, de 1944 à 1946.
En 1973, Ted Mann du groupe Mann Theatres rachète la chaîne National General Theater et l'ensemble de ses salles, y compris le Grauman's Chinese Theatre. La salle est alors rebaptisée Mann's Chinese Theater. En 1979, il fait construire deux nouvelles salles, d'une capacité moindre. En 2000, un partenariat formé par Warner Bros. et Paramount Pictures rachète la salle, ainsi que les autres propriétés de Mann Theatres.
En 2001, le théâtre chinois est intégré au centre commercial Hollywood and Highland Center. Les deux salles supplémentaires sont détruites et remplacées par le Kodak Theatre (aujourd'hui Théâtre Dolby), qui accueille la cérémonie des Oscars depuis 2002.
En 2013, le constructeur de matériel électronique chinois TCL achète les droits sur le nom du cinéma pour 5 millions de dollars, le renomme TCL Chinese Theatre et annonce un remaniement des équipements. La même année, la salle est entièrement refaite pour accueillir l'un des plus grands écrans IMAX au monde (29 m × 14 m). La salle est gérée par la société Chinese Theater LLC, et est intégrée au sein d'un complexe de plusieurs autres salles située dans un centre commercial adjacent.

## Empreintes de mains dans le ciment
(Voir la liste des empreintes du Grauman's Chinese Theatre (en))

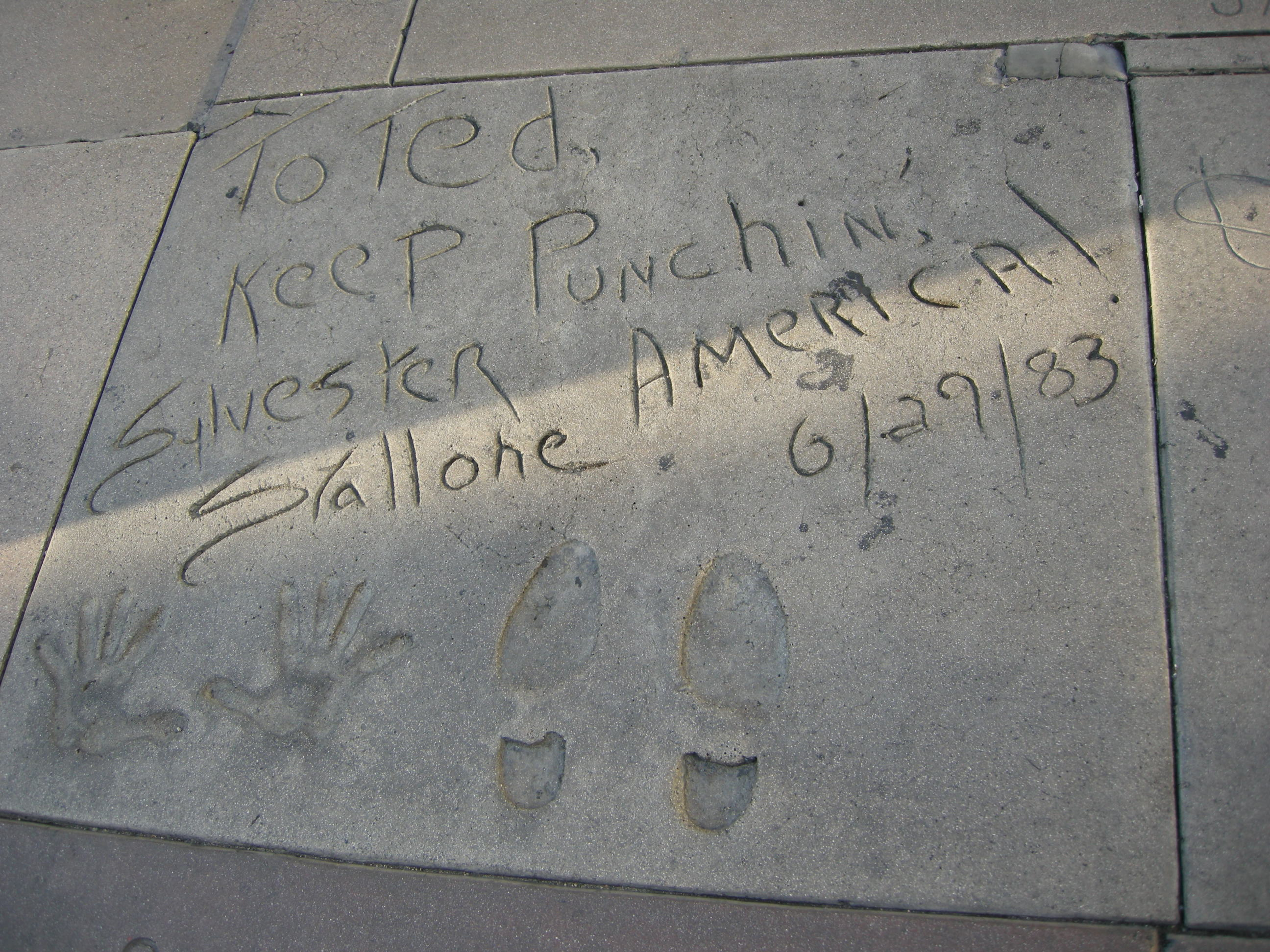
Les empreintes de Sylvester Stallone.

À l'extérieur, sur le parvis du bâtiment, les plus grandes stars du cinéma immortalisent leur passage en laissant leurs empreintes de pieds et de mains dans le ciment. 

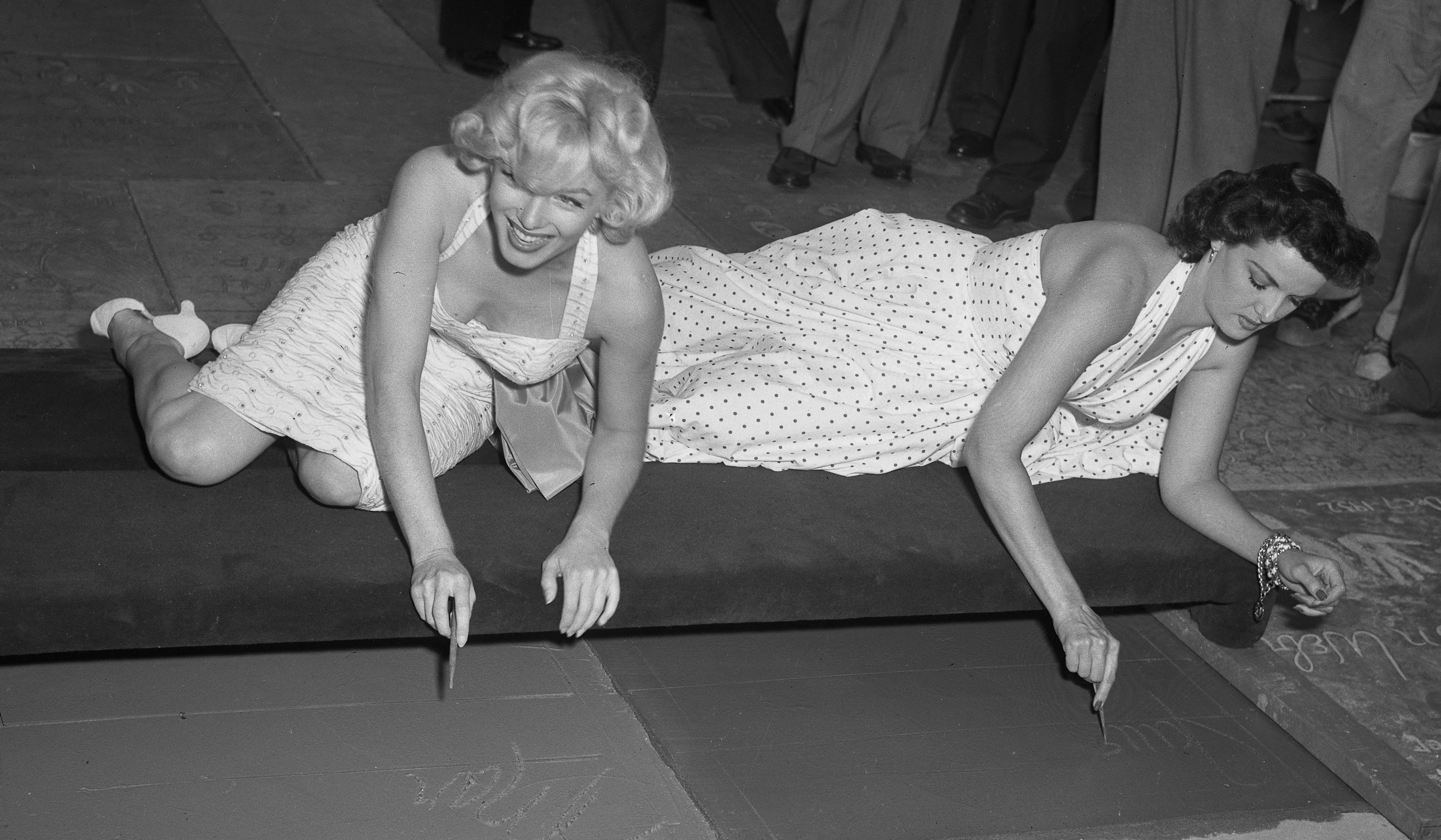
Marilyn Monroe et Jane Russell écrivant dans le ciment (1953).

 À remarquer : celles de R2-D2 de Star Wars, de Donald Duck, d'Humphrey Bogart, de Shirley Temple, des jambes de la pin-up Betty Grable, et des minuscules talons de Marilyn Monroe.
À l'origine de cette tradition, une vedette de cinéma, Norma Talmadge, qui, en visite sur le chantier, posa par accident son pied dans le ciment encore frais.
Il n'en fallu pas moins à Sid Grauman, le fondateur des lieux, pour avoir l'idée de perpétuer la tradition. Chaque année, de nouvelles empreintes s'ajoutent à la collection, et certaines des plus anciennes, tombées dans l'oubli de la mémoire collective américaine, ont été retirées et transférées dans un musée.

## Dans la fiction
- Le cinéma apparaît dans de grosses productions hollywoodiennes. On le voit dans l'univers Marvel par exemple (Iron Man 3, ...).
- Le cinéma apparaît dans le jeu vidéo Grand Theft Auto: San Andreas sous le nom de Cathay Theater. Le cinéma réapparaît dans Grand Theft Auto V, cette fois sous le nom de Oriental Theater.

## Galerie

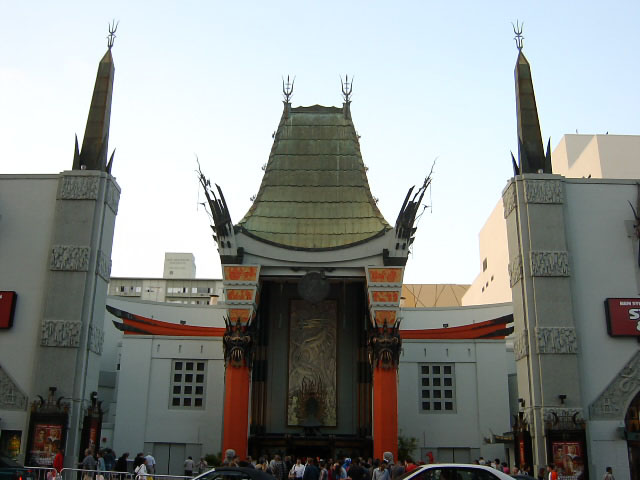
Grauman's Chinese Theatre.
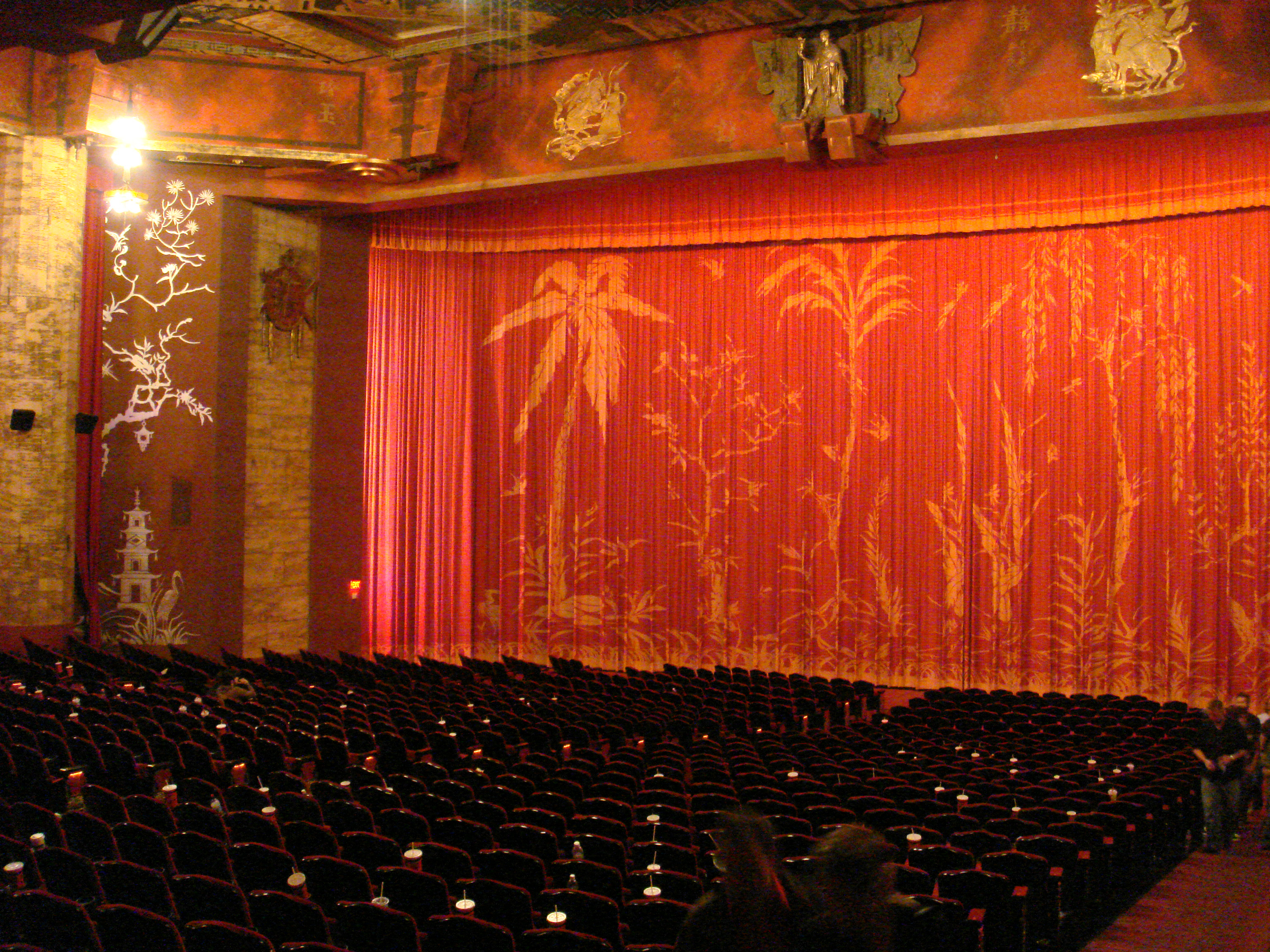
Intérieur.
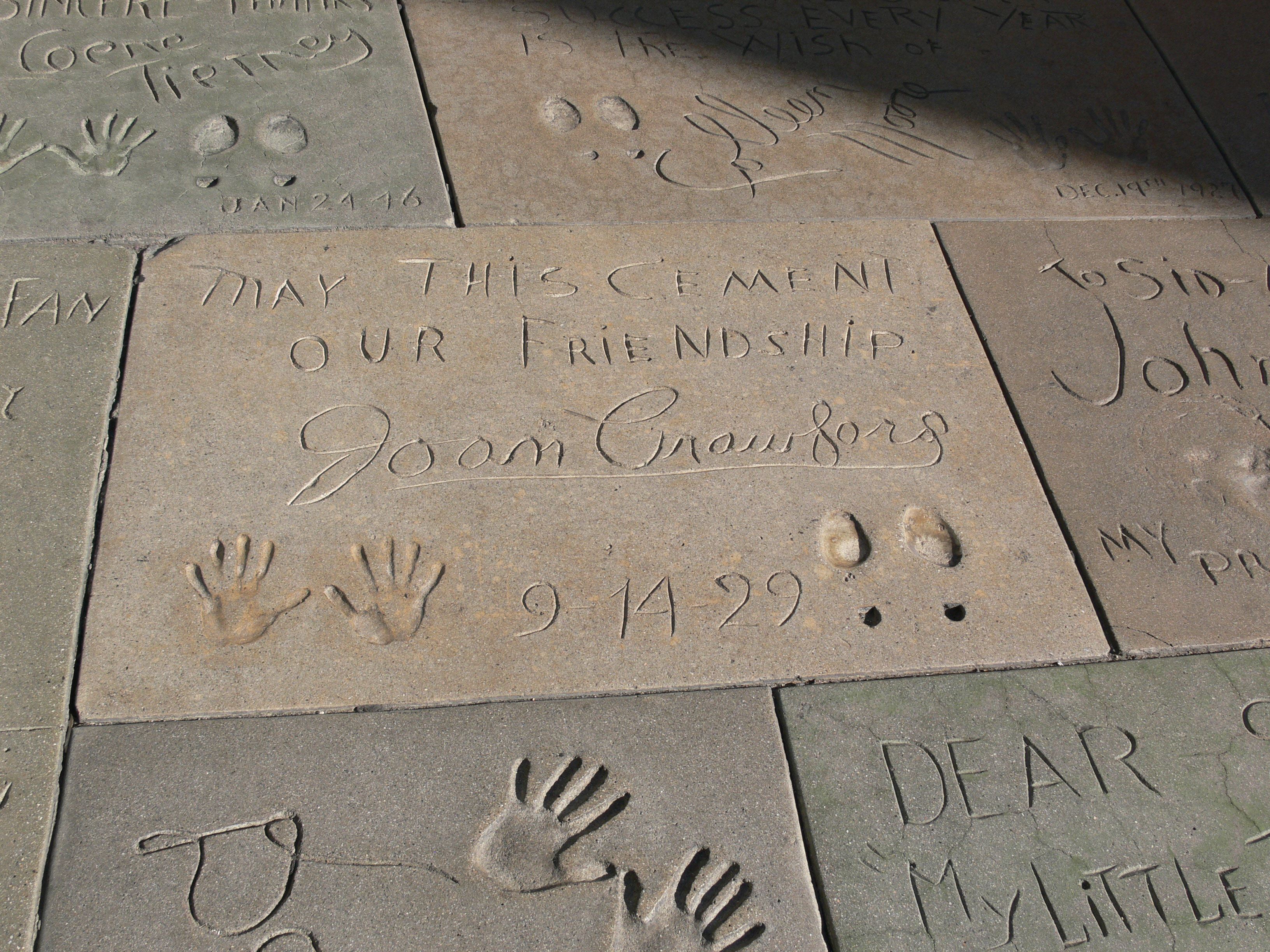
Empreintes de Joan Crawford datant de 1929.
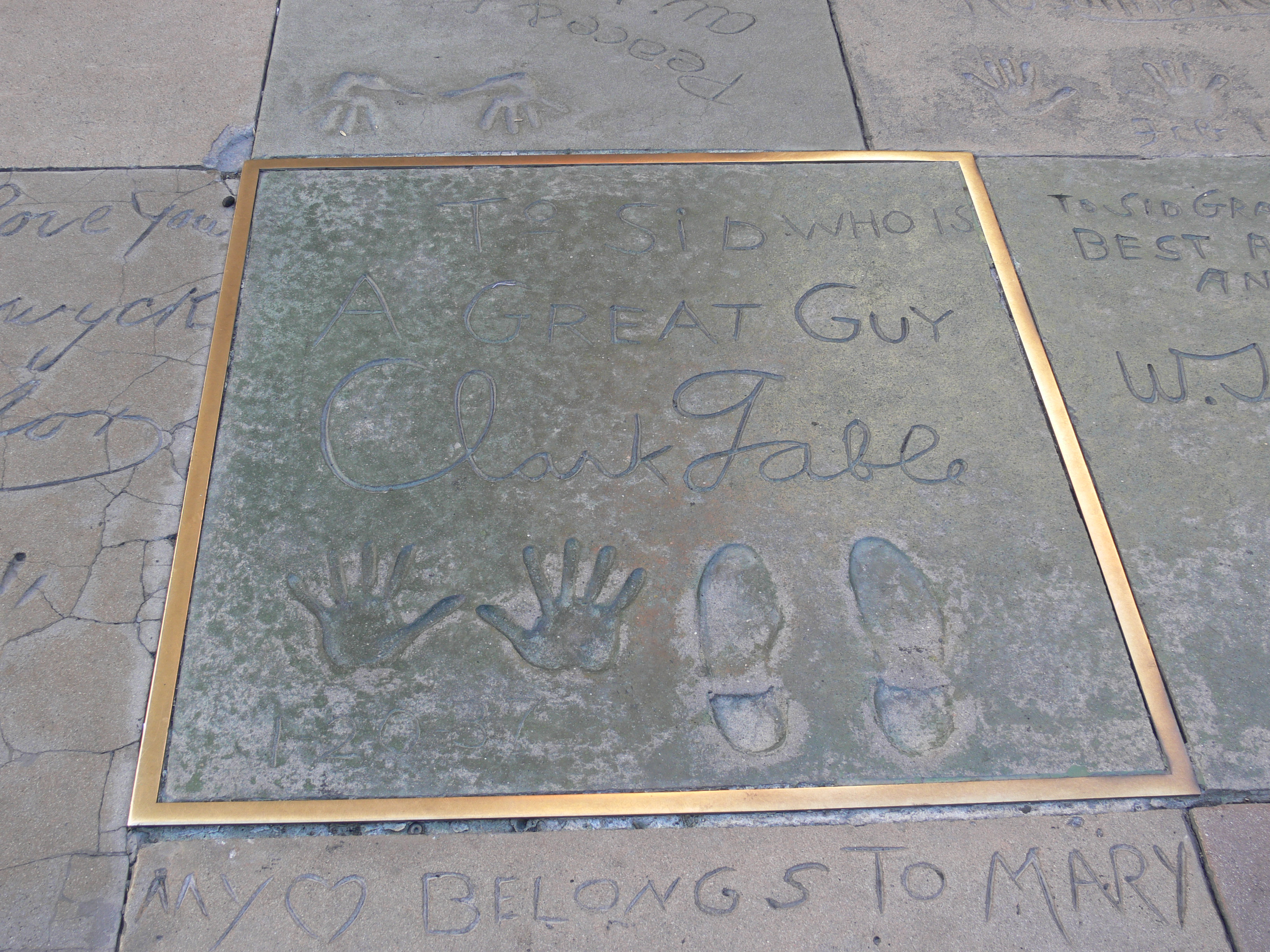
Empreintes de Clark Gable.
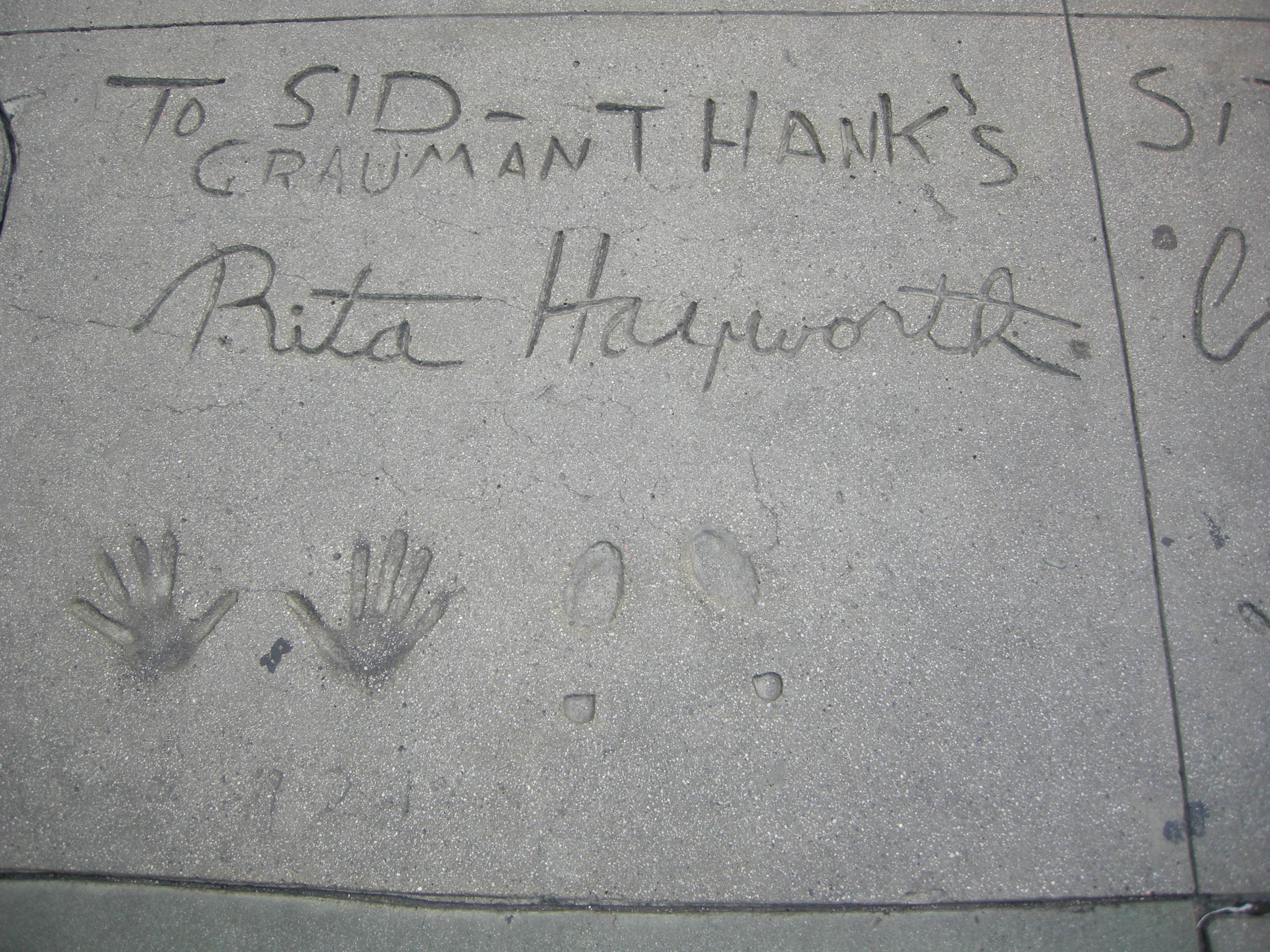
Empreintes de Rita Hayworth.
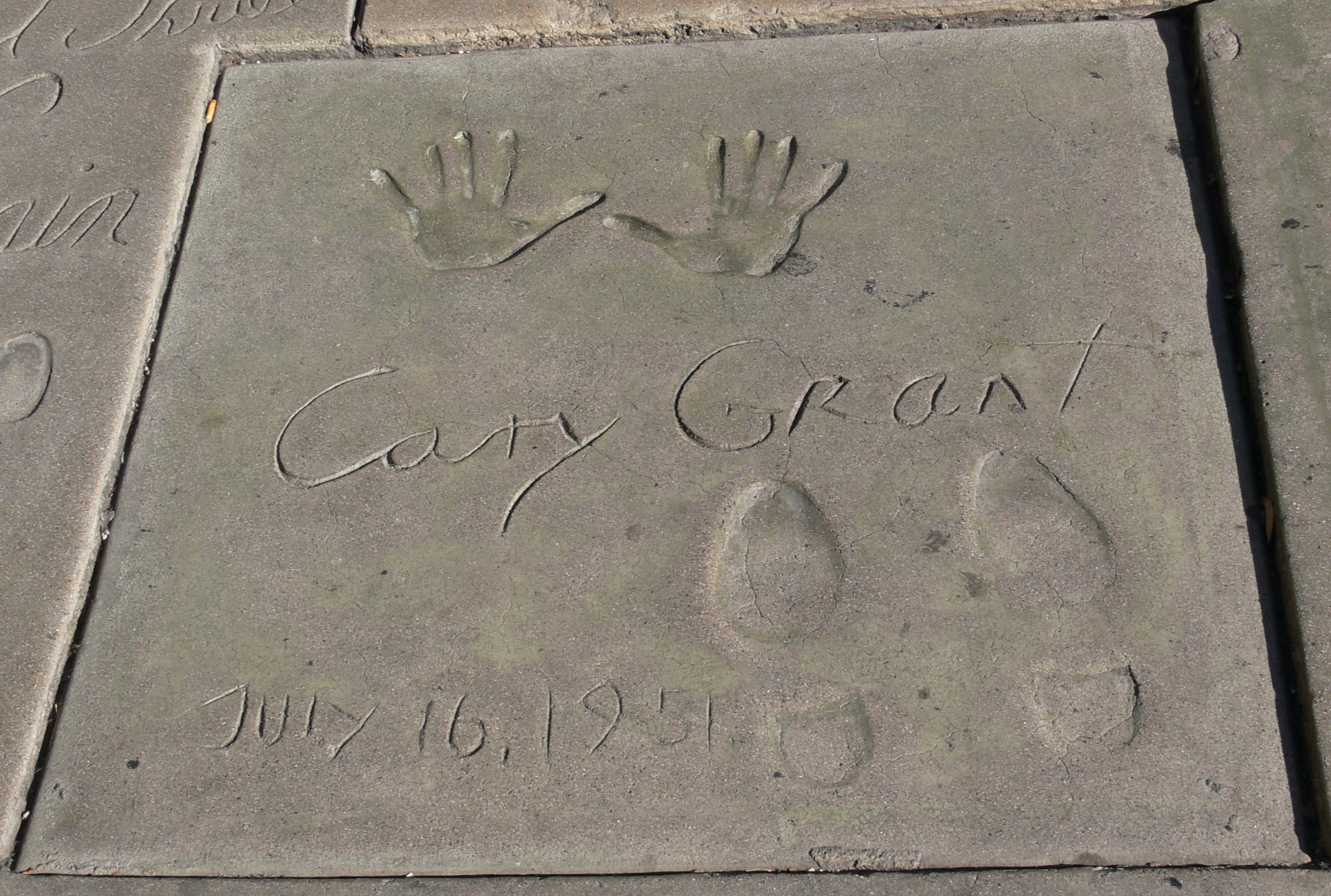
Empreintes de Cary Grant en 1951.
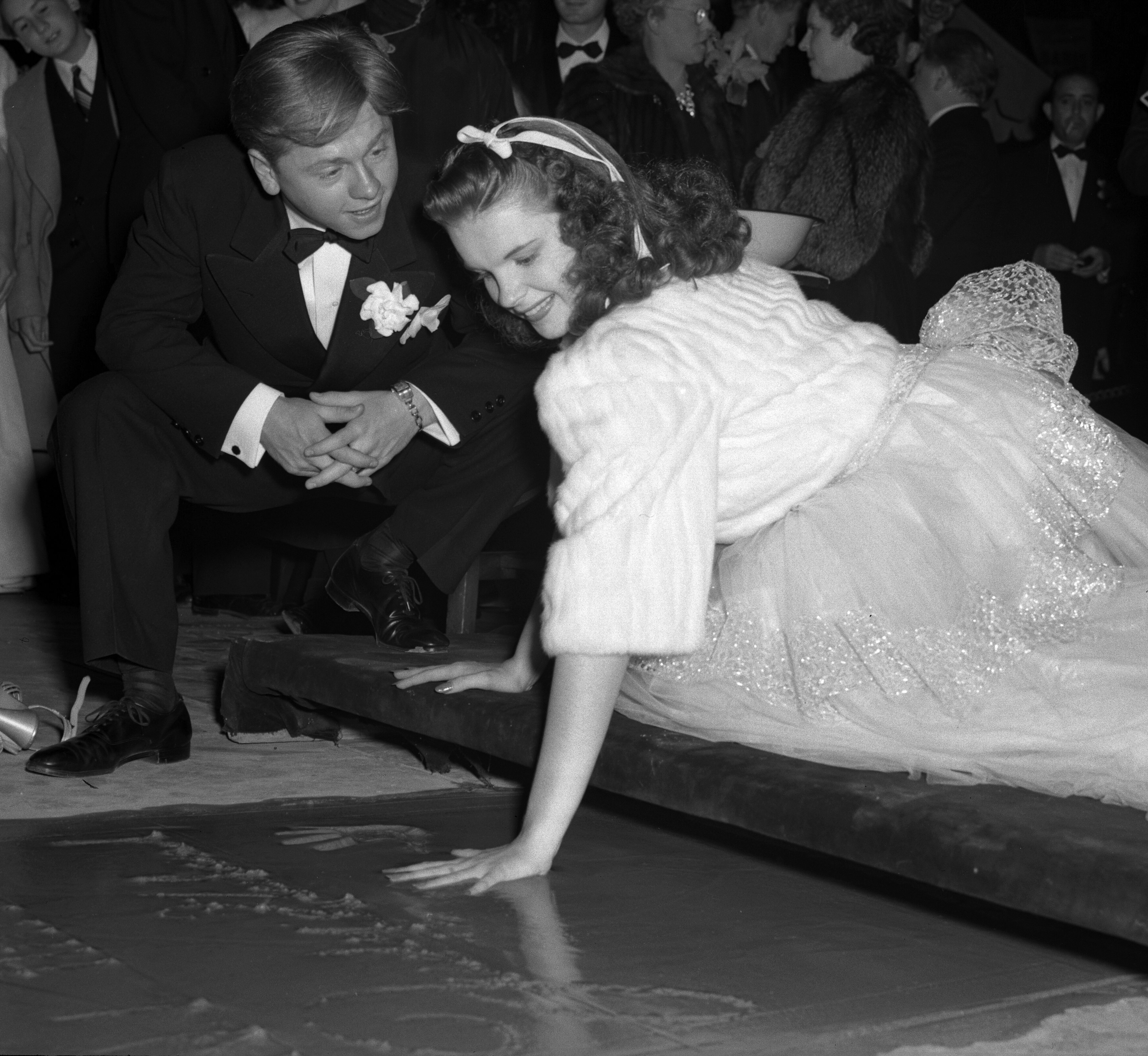
Mickey Rooney et Judy Garland en 1939.
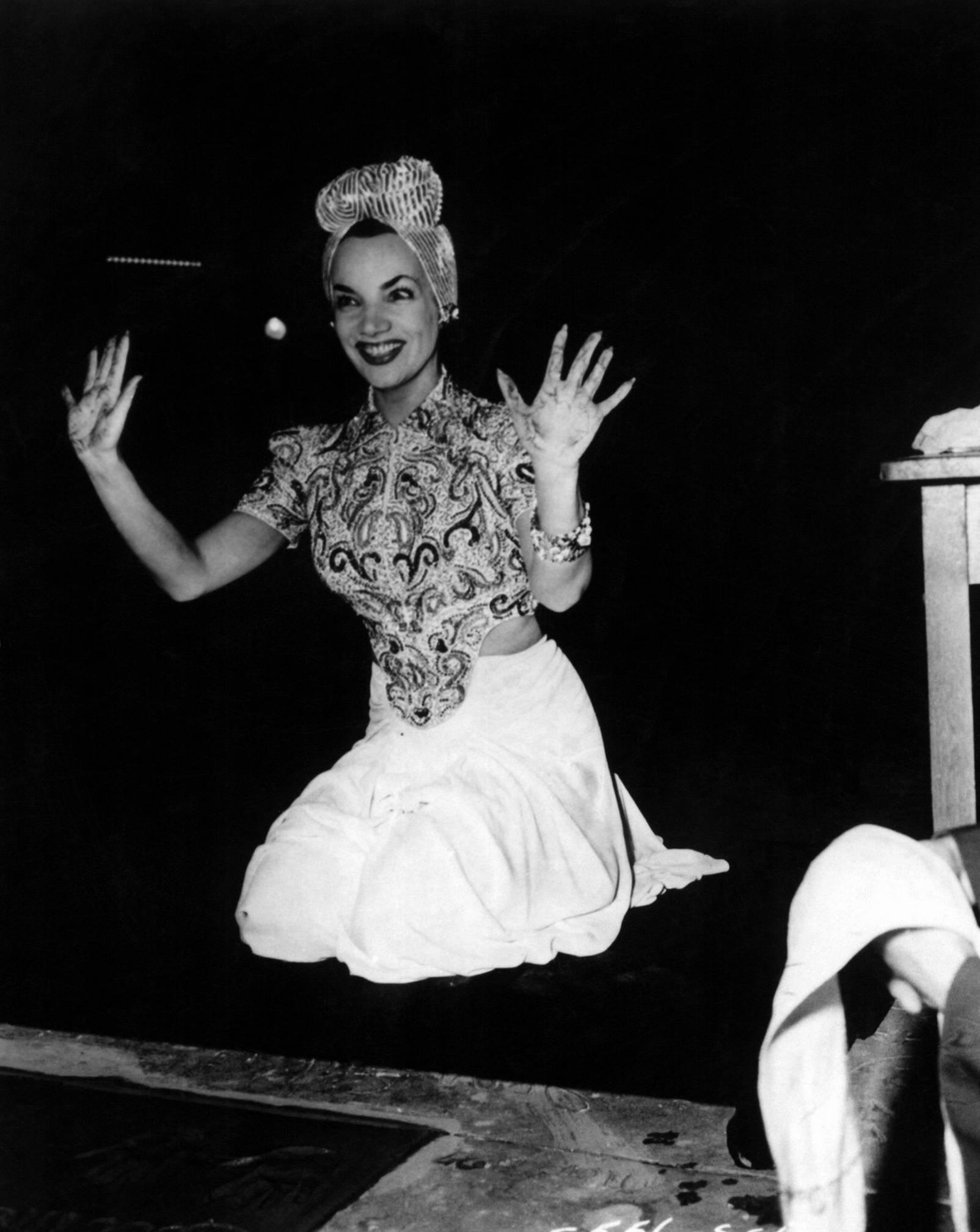
Carmen Miranda en 1941.
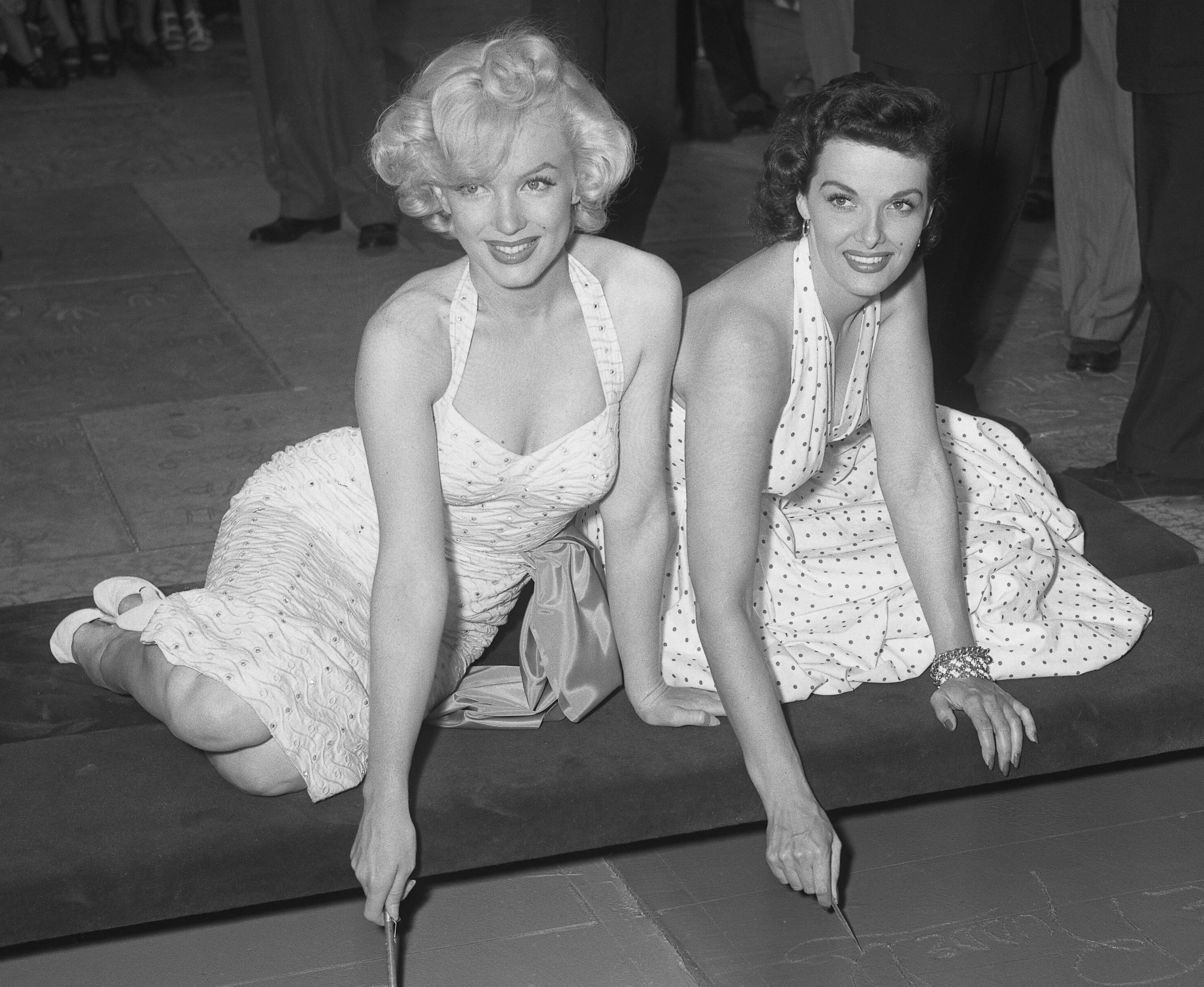
Marilyn Monroe et Jane Russell en 1953.
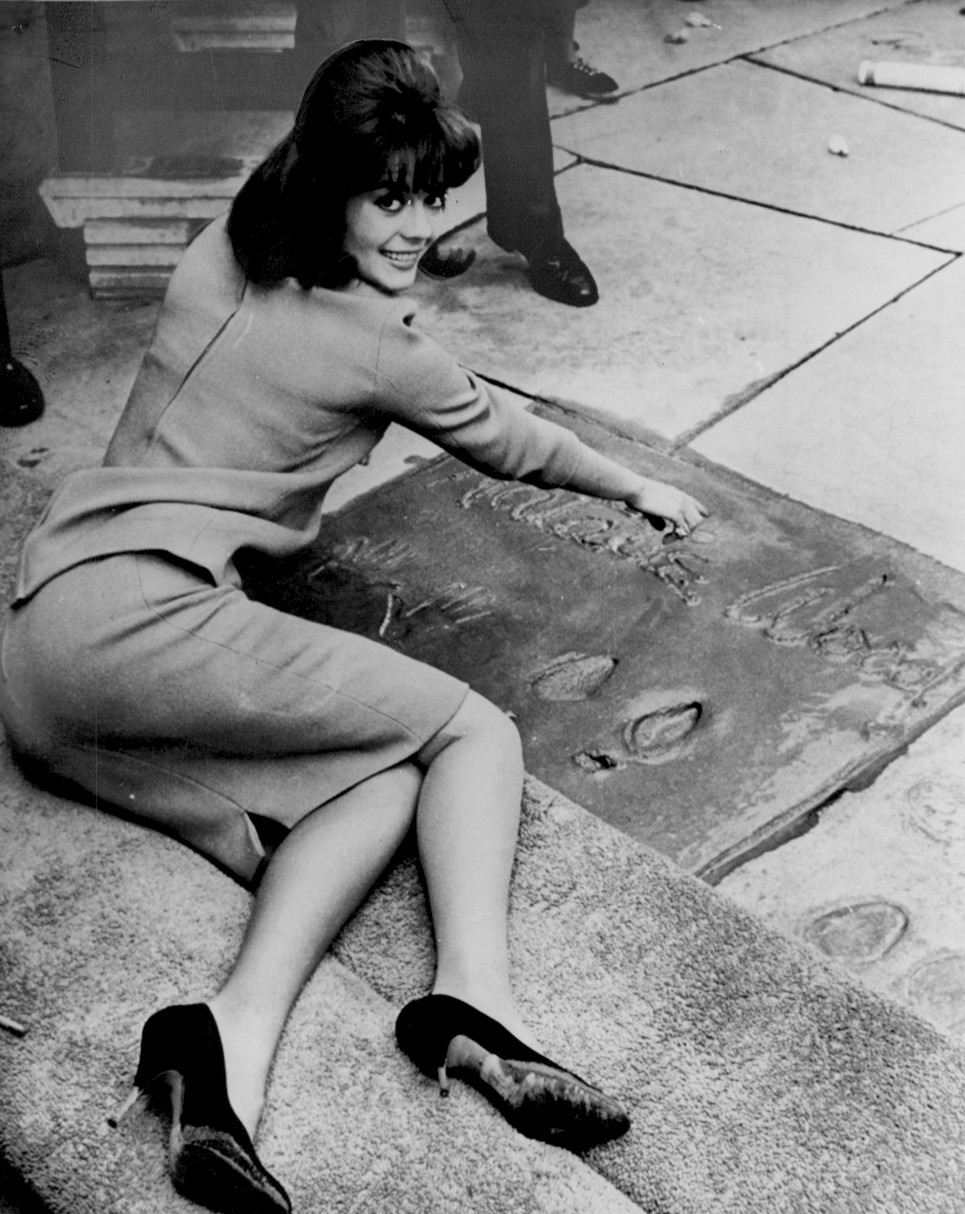
Natalie Wood en 1961.
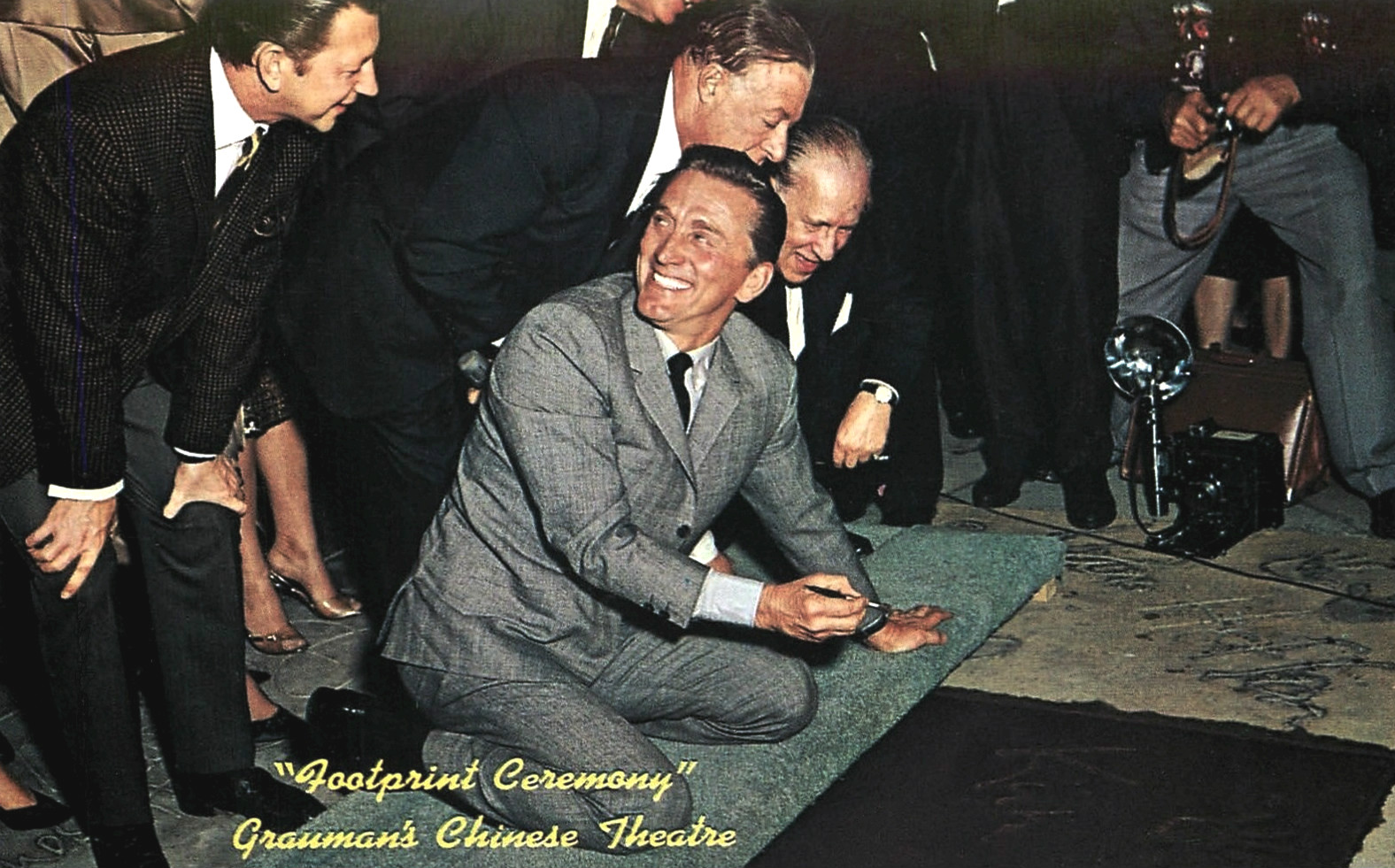
Kirk Douglas en 1962.
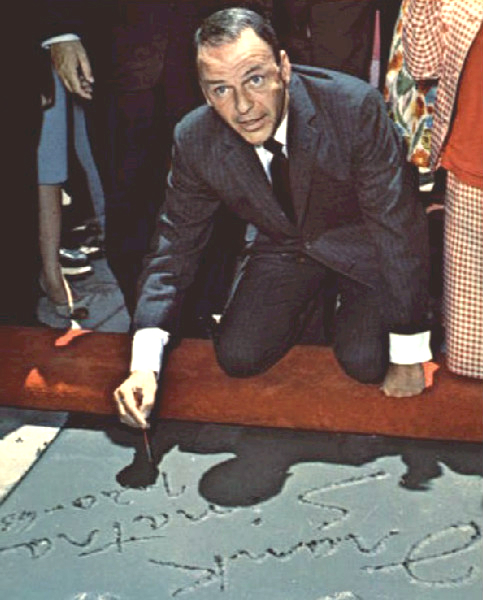
Frank Sinatra en 1965.
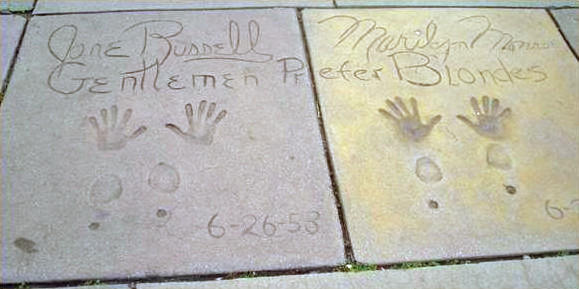
Empreintes de Marilyn Monroe et de Jane Russell en 1953.
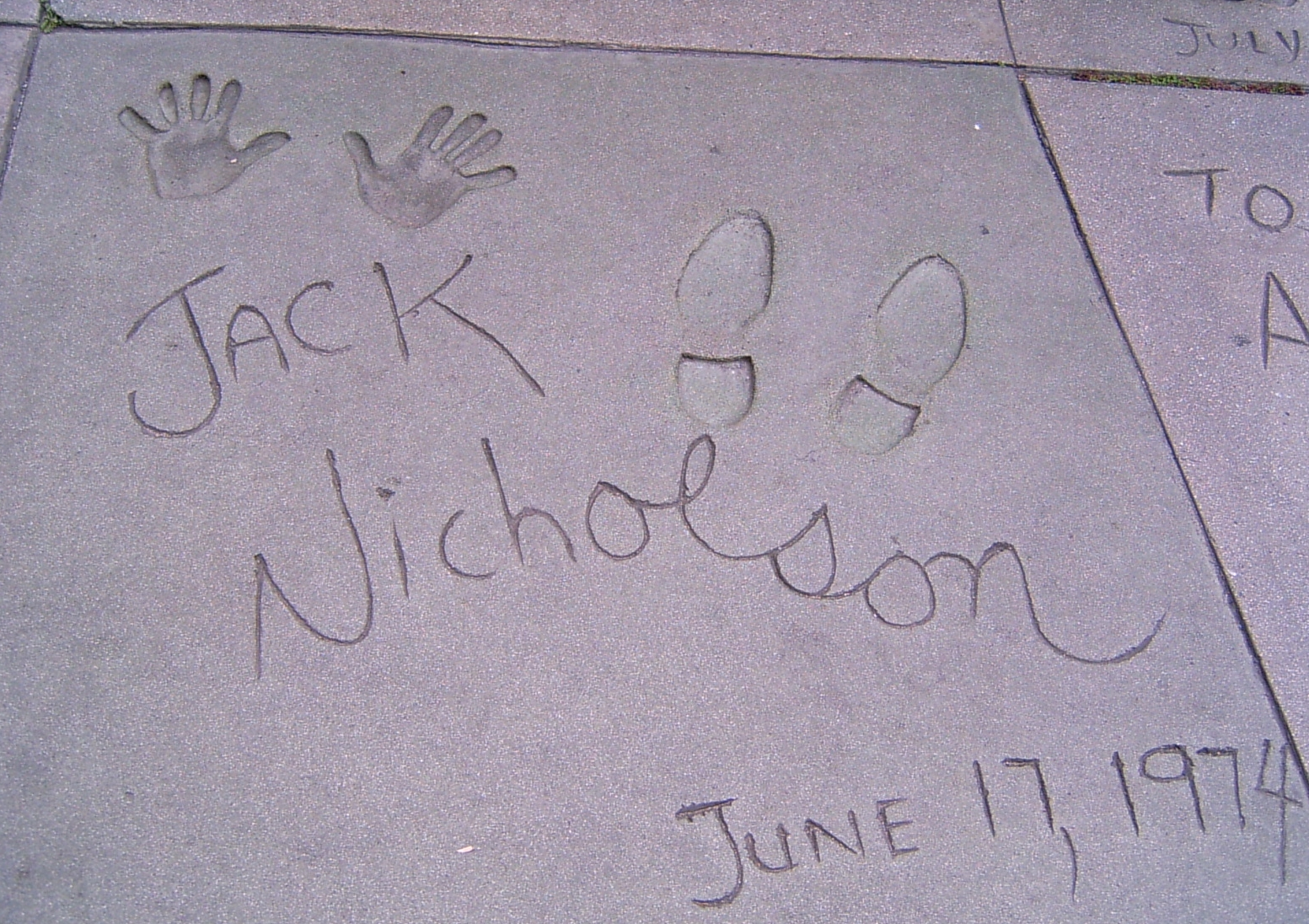
Empreintes de Jack Nicholson, datant de 1974.
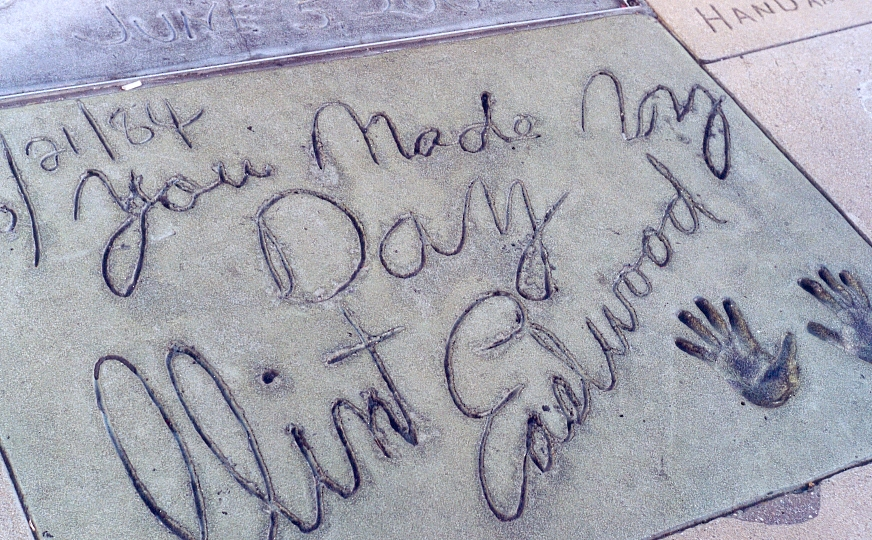
Empreintes de Clint Eastwood datant de 1984.
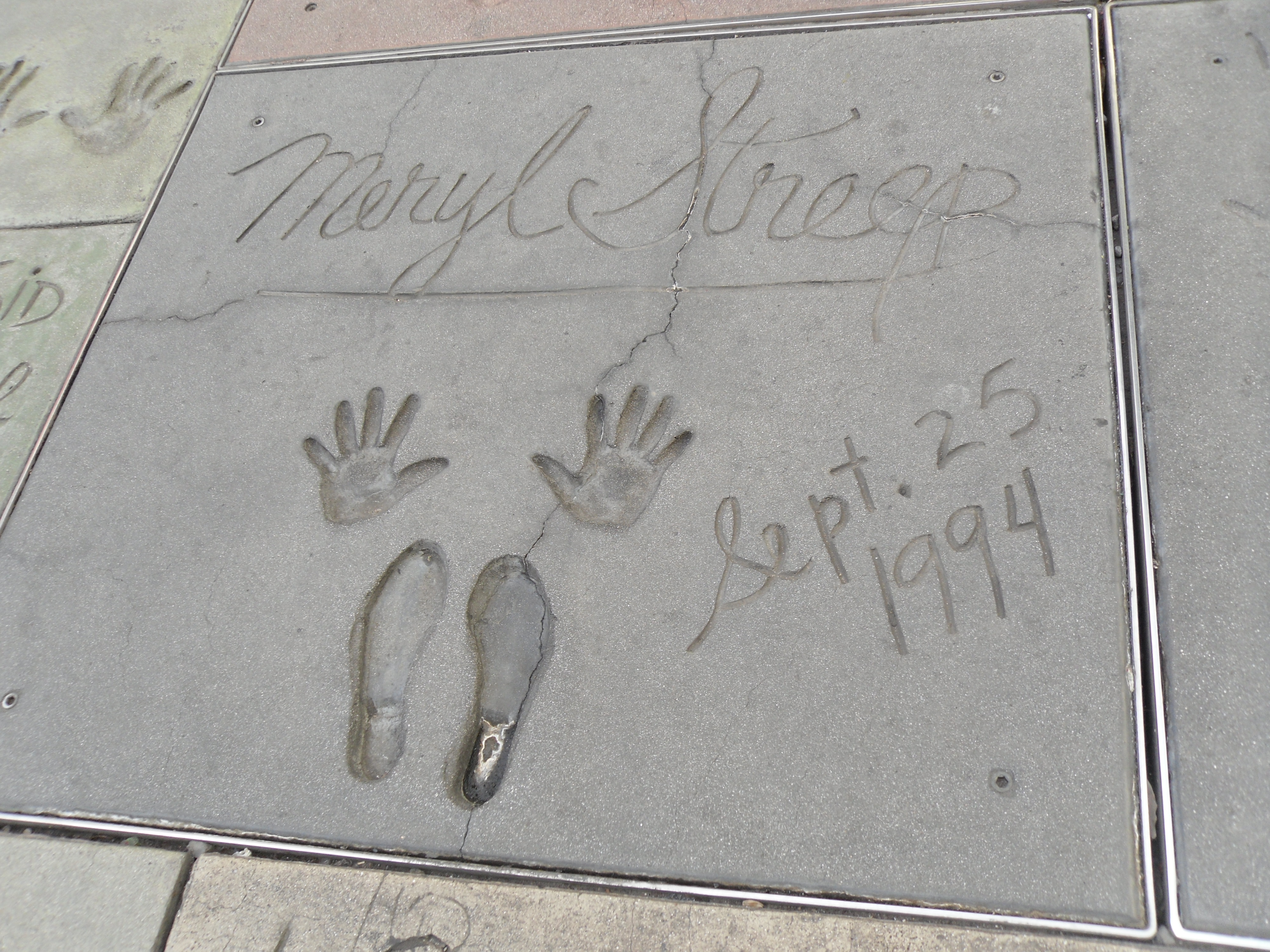
Empreintes de Meryl Streep datant de 1994.
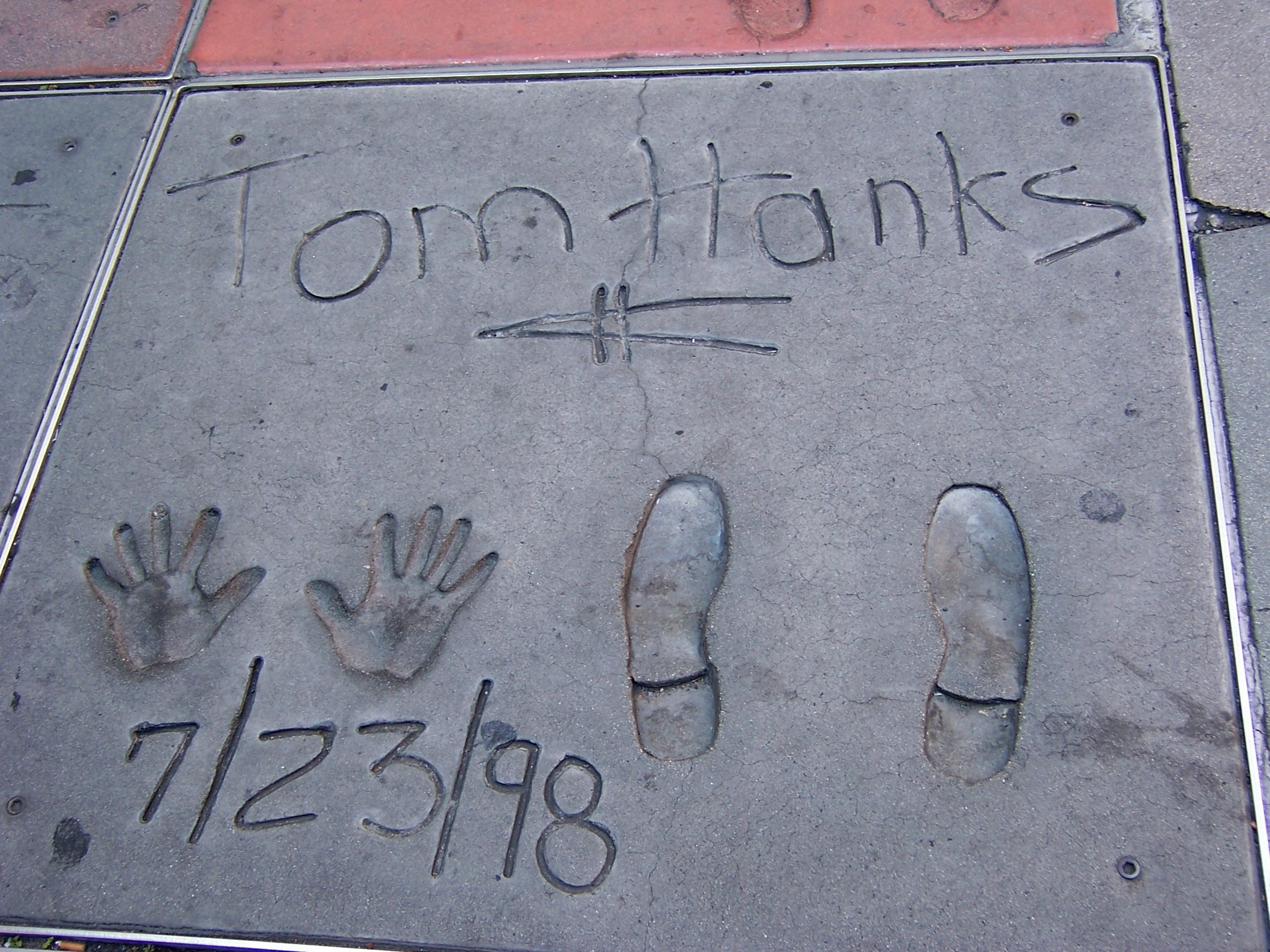
Empreintes de Tom Hanks.
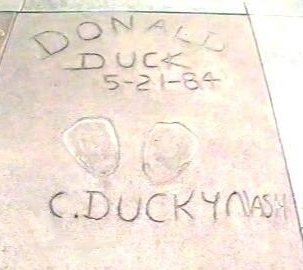
Empreintes de Donald Duck.